# Équipe cycliste Labor
Pour la maison d'édition belge francophone, voir Éditions Labor.
Pour L'entreprise de fabrication de cycles et de motocycles, principal sponsor de l'équipe, voir Labor.
L'équipe cycliste Labor est une équipe française de cyclisme sur route des années 1900[réf. nécessaire] à 1940. Son sponsor principal, Labor, était une entreprise de fabrication de cycles et de motocycles. 

## Histoire
Comme l'entreprise, l'équipe est basée à Neuilly-sur-Seine. Elle est basée exactement au 23 avenue du Roule. 
En 1924, l'entreprise Labor est rachetée par Alcyon. Toutefois, l'équipe cycliste perdure.
À ses débuts, elle s'est appelée simplement Labor en 1906 puis Labor-Dunlop en 1907, puis Labor-Chauvia en 1909. Le patron de l'équipe est alors Maurice de Clèves (fondateur et directeur de la marque Labor).

## Identité visuelle
La couleur du maillot est le bleu roi ; le logo de l'équipe représente une bicyclette devant un viaduc ferroviaire.